# Рецептор вітаміну D
VDR (англ. Vitamin D receptor) – білок, який кодується однойменним геном, розташованим у людей на короткому плечі 12-ї хромосоми. Довжина поліпептидного ланцюга білка становить 427 амінокислот, а молекулярна маса — 48 289.
| 10         |  | 20         |  | 30         |  | 40         |  | 50         |
| ---------- |  | ---------- |  | ---------- |  | ---------- |  | ---------- |
| MEAMAASTSL |  | PDPGDFDRNV |  | PRICGVCGDR |  | ATGFHFNAMT |  | CEGCKGFFRR |
| SMKRKALFTC |  | PFNGDCRITK |  | DNRRHCQACR |  | LKRCVDIGMM |  | KEFILTDEEV |
| QRKREMILKR |  | KEEEALKDSL |  | RPKLSEEQQR |  | IIAILLDAHH |  | KTYDPTYSDF |
| CQFRPPVRVN |  | DGGGSHPSRP |  | NSRHTPSFSG |  | DSSSSCSDHC |  | ITSSDMMDSS |
| SFSNLDLSEE |  | DSDDPSVTLE |  | LSQLSMLPHL |  | ADLVSYSIQK |  | VIGFAKMIPG |
| FRDLTSEDQI |  | VLLKSSAIEV |  | IMLRSNESFT |  | MDDMSWTCGN |  | QDYKYRVSDV |
| TKAGHSLELI |  | EPLIKFQVGL |  | KKLNLHEEEH |  | VLLMAICIVS |  | PDRPGVQDAA |
| LIEAIQDRLS |  | NTLQTYIRCR |  | HPPPGSHLLY |  | AKMIQKLADL |  | RSLNEEHSKQ |
| YRCLSFQPEC |  | SMKLTPLVLE |  | VFGNEIS    |  |            |  |            |

A: Аланін

C: Цистеїн

D: Аспарагінова кислота

E: Глутамінова кислота

F: Фенілаланін

G: Гліцин

H: Гістидин

I: Ізолейцин

K: Лізин

L: Лейцин

M: Метіонін

N: Аспарагін

P: Пролін

Q: Глутамін

R: Аргінін

S: Серин

T: Треонін

V: Валін

W: Триптофан

Кодований геном білок за функцією належить до рецепторів. 
Задіяний у таких біологічних процесах, як транскрипція, регуляція транскрипції, альтернативний сплайсинг. 
Білок має сайт для зв'язування з іонами металів, іоном цинку, ДНК. 
Локалізований у ядрі.